# 荣家湾街道
荣家湾街道，隶属于湖南省岳阳市岳阳县，位于湖南省岳阳市岳阳县西部。东连新墙镇，南与黄沙街镇接壤;西与东洞庭湖相依，北与岳阳市交界，行政区域面积217.4平方千米。地貌以丘陵为主，东连107国道，西接鹿角码头，京广铁路复线贯穿境内。截至2019年末，荣家湾镇户籍人口为165324人。

## 沿革
- 民国时期，分属凌云乡（黄沙街）、忠信乡（洞庭观）
- 1950年，为岳阳县二区区公所驻地
- 1956年，为荣家湾乡
- 1958年，为荣家湾人民公社下设荣家湾镇
- 1961年，为荣家湾区鹿角公社
- 1978年，为岳阳县城关镇
- 1981年，更名荣湾镇
- 1983年，再度更名岳阳县城关镇
- 2024年3月29日，湖南省民政厅批复同意撤销岳阳县荣家湾镇，设立荣家湾街道、麻塘街道。[2]

## 行政区划
荣家湾街道下辖以下村级行政区划单位
集镇社区、文胜社区、南街社区、老街社区、庆丰社区、同心社区、天鹅社区、城西社区、巴陵市场社区、街赵社区、城南社区、桥东社区、月西社区、城北社区、卫农社区、荣站社区、枫桥社区、向阳社区、群星村、许胜村、跃进村、大冲村、月东村、东方村、农科村、兰塘村、沿河村、六合村、新建村、孙午村和株树村。
- 2024年3月行政区划调整后，荣家湾街道辖同心、南街、老街、文胜、集镇、巴陵、荣站、卫农、天鹅、庆丰、街赵、城西、城北、城南、枫桥、粤西、桥东、向阳、鹿角、向红、地质家园21个居委会，城东、兴园、东方、六合垸、荣湾湖、友爱、文发、岳武、鹿角、公诚、欣荣、牛皋、荣鹿新村13个村委会。

## 交通
- 京广铁路：岳阳南站